# Verdinglichung
Verdinglichung bezeichnet in der marxistischen Theorie die Verkehrung des Verhältnisses von arbeitsteilig füreinander produzierenden Menschen in ein versachlichtes (verdinglichtes) Verhältnis von Waren zueinander. Unter kapitalistischen Produktionsverhältnissen nehmen die Arbeitsprodukte die Form von Waren, Geld und Kapital an und verselbstständigen sich als solche gegenüber ihren eigentlichen Produzenten. Dieser Prozess wird auch als Entfremdung des Produzenten vom Produkt und der Produzenten untereinander bezeichnet.

## Ursprung
Der Begriff geht zurück auf Hegel und Ludwig Feuerbach. Ihnen zufolge bezeichnet er den Prozess der Entäußerung eines Subjekts, das seine Ideen in seinen produzierten Vorstellungen und Dingen vergegenständlicht. So erklärt Feuerbach die Gottesvorstellung als Vergegenständlichung des menschlichen Wesens.
Bei der Verdinglichung treten dem marxistischen Ansatz nach gesellschaftliche Verhältnisse in der Form von Beziehungen der Dinge zueinander in Erscheinung, die den Menschen als „eigengesetzliche“ Eigenschaft der Dinge bewusst werden, auf die sie scheinbar keinen Einfluss haben. Nach Marx findet die Verdinglichung im „Warenfetischismus“ ihren prototypischen Ausdruck. Die lebendige Arbeit und deren Produkte verdinglichen sich zur „Ware“.
Verdinglichung sei die kapitalistischen Gesellschaften innewohnende Tendenz, alles und jeden zum Tauschobjekt, also zur „Ware“ zu machen. So wird beispielsweise ein Arbeiter auf seine Arbeitskraft reduziert, also als austauschbar betrachtet, während seine individuellen Eigenschaften, die ihn als Menschen ausmachen, ausgeblendet werden.
Für Georg Lukács ist der Gegenbegriff zur Verdinglichung das Klassenbewusstsein.
Theoretiker der Verdinglichung sind unter anderem
- Karl Marx (Das Kapital, Band 1)
- Georg Lukács (Geschichte und Klassenbewußtsein)
- Theodor W. Adorno (Kierkegaard : Konstruktion des Ästhetischen[3])
- Axel Honneth (Verdinglichung. Eine anerkennungstheoretische Studie)

Auch die Wertkritik um Robert Kurz als jüngere Spielart marxistischer Theorie (Postmarxismus) stellt die Verdinglichung und Entfremdung ins Zentrum ihrer Untersuchungen.